# Saint-Étienne-de-Mer-Morte
Saint-Étienne-de-Mer-Morte es una comuna francesa situada en el departamento de Loira Atlántico, en la región de Países del Loira.

## Demografía
| 1210 | 1169 | 1078 | 995 | 1041 | 1003 | 1724 |
| Para los censos de 1962 a 1999 la población legal corresponde a la población sin duplicidades (Fuente: INSEE [Consultar]) |      |      |     |      |      |      |